# القوزية
القوزية هي قرية من قرى محافظة بيشة التابعة إلى منطقة عسير
```
في 
المملكة العربية السعودية
.
```

## التسمية والموقع
القوزية: بفتح القاف واسكان الواو وكسر الزاي ومثناة تحتية مفتوحة مشددة فهاء، والاسم هنا مؤنث من كلمة قوز وتعني الكثيب العالي من الرمل.
والقوزية هي قرية تقع في وسط وادي تبالة على الضفة الشمالية ويفصل بينها وبين بين الوادي حدائق ومزارع النخيل القديمة على مسافة 2 كيلو متر ويسكنها بعض قبيلة النشاوى من أكلب،  وتبعد القرية عن مركز الثنية حوالي 3 كيلو متر تجاه الغرب، كما تبعد حوالي 44 كيلو متر عن مدينة بيشة، وضم المنطقة العديد من الآثار القديمة والإسلامية.